# Off with Their Heads (band)
Off with Their Heads is een Amerikaanse punkband uit Minneapolis, Minnesota opgericht in 2003. De band heeft in verband met tournees veel verschillende bezettingen gehad. Volgens zanger en gitarist Ryan Young geven nieuwe muzikanten de band een nieuwe sound die niet snel oud wordt.

## Geschiedenis

### Hoogtepunten
Op 10 september 2008 bracht Off with Their Heads een videoclip voor het nummer "Fuck This, I'm Out" uit onder eigen beheer. Het nummer was even later te horen op het debuutalbum From The Bottom, dat 10 augustus 2008 uitkwam.
Volgens de website van het platenlabel No Idea Records was de band in 2009 van plan om The '69 Sound, een album met daarop singles van het recentere werk, op te nemen en uit te geven. Dit idee werd echter weerlegd door No Idea Records, die beweerden dat "dit nooit zal gebeuren."
Op 2 februari 2010 werd bekendgemaakt dat met Off with Their Heads een contract bij Epitaph Records hadden getekend en dat er voor 1 juni dat jaar een nieuwe plaat uitgegeven zou worden. Naar aanleiding hiervan toerde de band in Canada en de Verenigde Staten. Het album kwam uit op 8 juni (7 juni in Europa) en was getiteld In Desolation.
Nadat Ryan Young eind 2013 getroffen werd door een zenuwinzinking annuleerde de band hun tour in Canada met The Flatliners. De band toerde hierna nauwelijks en speelde slechts sporadische shows in de loop van 2014, waarna ze in 2015 weer begonnen met het spelen van meer shows en tours.

### Line-up
Hoewel de line-up nog nooit stabiel is gebleven, zijn Ryan Young en Justin Francis altijd constante leden geweest. Drummer Francis toert niet meer met de band, maar is nog steeds aanwezig als tourlid en schrijver. Francis heeft tot nu toe op elk album van de band gespeeld. Hetzelfde geldt voor Zack Gontard (die in 2006 bij de band kwam) die ook niet meer met de band toert, maar nog wel gitaar speelt voor de opnames van Off with Their Heads. De vervangers van Francis en Gontard voor live optredens zijn Ryan Fisher en John Polydoros. Nate Gangelhoff was eerst de bassist van de band die ook alleen de opnames deed, maar werd in 2013 vervangen door Robbie Smartwood toen de band het album Home opnam.

### Anxious and Angry
In maart 2014 zette Ryan Young een podcast en online winkel op getiteld Anxious and Angry. De podcast bestaat meestal uit interviews met muzikanten, schrijvers, comedians en anderen, evenals het beantwoorden vragen van fans die meestal te maken hebben met geestelijke gezondheid. De online winkel verkoopt muziek, kleding, kunst, en andere spillen van Off with Their Heads, evenals van verschillende andere kunstenaars. Het dient ook als de exclusieve distributeur van de Anxious and Angry "flexi singles". De site dankt zijn naam aan een songtekst van het met nummer "Nightlife" van het album Home.

## Discografie

### Studioalbums
- From the Bottom (2008)
- In Desolation (2010)
- Home (2013)
- Won't Be Missed (2016)
- Be Good (2019)

### Ep's en singles
- Fine Tuning The Bender 7" (2003)
- To Hell With This and All Of You 7" (2004)
- High Five for The Rapture 7" (2006)
- Art Of The Underground Single Series 7"(2006)
- Hospitals (2006)
- Trying to Breathe 7" (2010)
- I Will Follow You (2010)
- Harsh Realm (cover van Laura Jane Grace, 2014)
- Communist Daughter (cover van Neutral Milk Hotel, 2014)
- On The Attack (cover van Langhorne Slim and the Law, 2015)
- Sorrow (cover van Bad Religion, 2015)

### Livealbums
- Insubordination Fest 2008 CD/DVD (2008)
- Live At The Atlantic Series: Vol. Two 7" (2009)
- Jump Start Records Live: Volume 4 (2011)

### Splitalbums
- J Church (7", 2006)
- Blotto (7", 2007)
- Practice (7, 2007)
- Four Letter Word (7", 007)
- Dear Landlord (7", 2007)
- Dukes Of Hillsborough (7", 2007)
- The Measure [SA] (7", 2007)
- Tiltwheel (7", 2007)
- Small Pool Records 4 Way Split Series Vol. 1 (12", 2007)
- "Under The Influence" Lemuria (7", 2009)
- Detournement (7", 2010)
- No Friends (7", 2010)
- RBG DTM OWTH (7", 2011)
- Discharge (7", 2012)
- Morning Glory (7", 2013)

### Verzamelalbums
- All Things Move Toward Their End

### Videoclips
- "Fuck This, I'm Out" (2008)
- "Keep Falling Down" (2009)
- "Drive" (2010)
- "Clear the Air" (2011)
- "Nightlife" (2013)
- "Seek Advice Elsewhere" (2013)
- "Start Walking" (2013)
- "Don't Make Me Go" (2013)
- "Disappear" (2019)
- "No Love" (2019)